# Ingemar Johansson
Ingemar „Ingo“ Johansson (* 22. September 1932 in Göteborg; † 30. Januar 2009 in Kungsbacka) war ein schwedischer unumstrittener Schwergewichts-Boxweltmeister. Sein Spitz- beziehungsweise Kampfname lautete „Thors Hammer“, abgeleitet von Herkunft und Schlagkraft.

## Amateur
1952 nahm Johansson für Schweden an den Olympischen Spielen in Helsinki teil und drang bis in das Finale vor. Dort traf er auf den US-Amerikaner Ed Sanders. Er begann den Kampf sehr defensiv, schlug kaum zu und wurde daraufhin schließlich in der zweiten Runde vom Ringrichter wegen seiner Inaktivität disqualifiziert. Johansson selbst erklärte später, dass es seine Strategie gewesen wäre, die ersten zwei Runden strikt defensiv zu boxen und den Gegner dann in der dritten Runde durch Aggressivität zu überraschen. Erst 1982, nach anderen Quellen 1983, wurde ihm die Silbermedaille zuerkannt.

## Profikarriere
Im Dezember 1952 wurde Johansson Profi. 1956 wurde er Europameister und verteidigte den Titel zwei Mal. 1958 besiegte er Heinz Neuhaus und gewann anschließend gegen den ungeschlagenen Eddie Machen durch einen Erstrunden-K.-o. der ihm die Chance eröffnete, um den Schwergewichtsweltmeistertitel zu boxen.

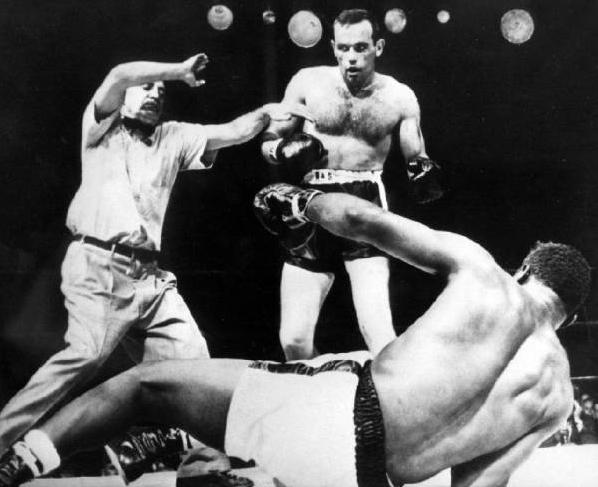
1959: Floyd Patterson am Boden nach einem Schlag Ingemar Johanssons

In dem Kampf am 26. Juni 1959 schlug er den Titelverteidiger Floyd Patterson in der dritten Runde sieben Mal zu Boden, bevor der Kampf vom Ringrichter abgebrochen und Johannson zum ersten und bisher einzigen schwedischen Weltmeister erklärt wurde. Patterson bezeichnete Johansson später als denjenigen seiner Gegner, der über die größte Schlagkraft verfügte, stellte ihn in dieser Hinsicht gar über Sonny Liston. 1959 wurde Johansson für diesen Kampf von der Zeitschrift Sports Illustrated zum Sportler des Jahres gewählt. Er erhielt auch die Sportler-des-Jahres-Auszeichnung von Associated Press.
Im direkten Rückkampf am 20. Juni 1960 verlor er den Titel jedoch durch K. o. in der fünften Runde wieder an Patterson, der so zum ersten Schwergewichtsweltmeister wurde, der den Titel wieder zurückgewinnen konnte und die ewige Regel „They never come back“ als Erster durchbrach. Auch das dritte Aufeinandertreffen am 13. März 1961 verlor Johansson vorzeitig. Johansson boxte 1961 ein paar Sparringsrunden mit Cassius Clay, bevor dieser Weltmeister gegen Sonny Liston wurde.

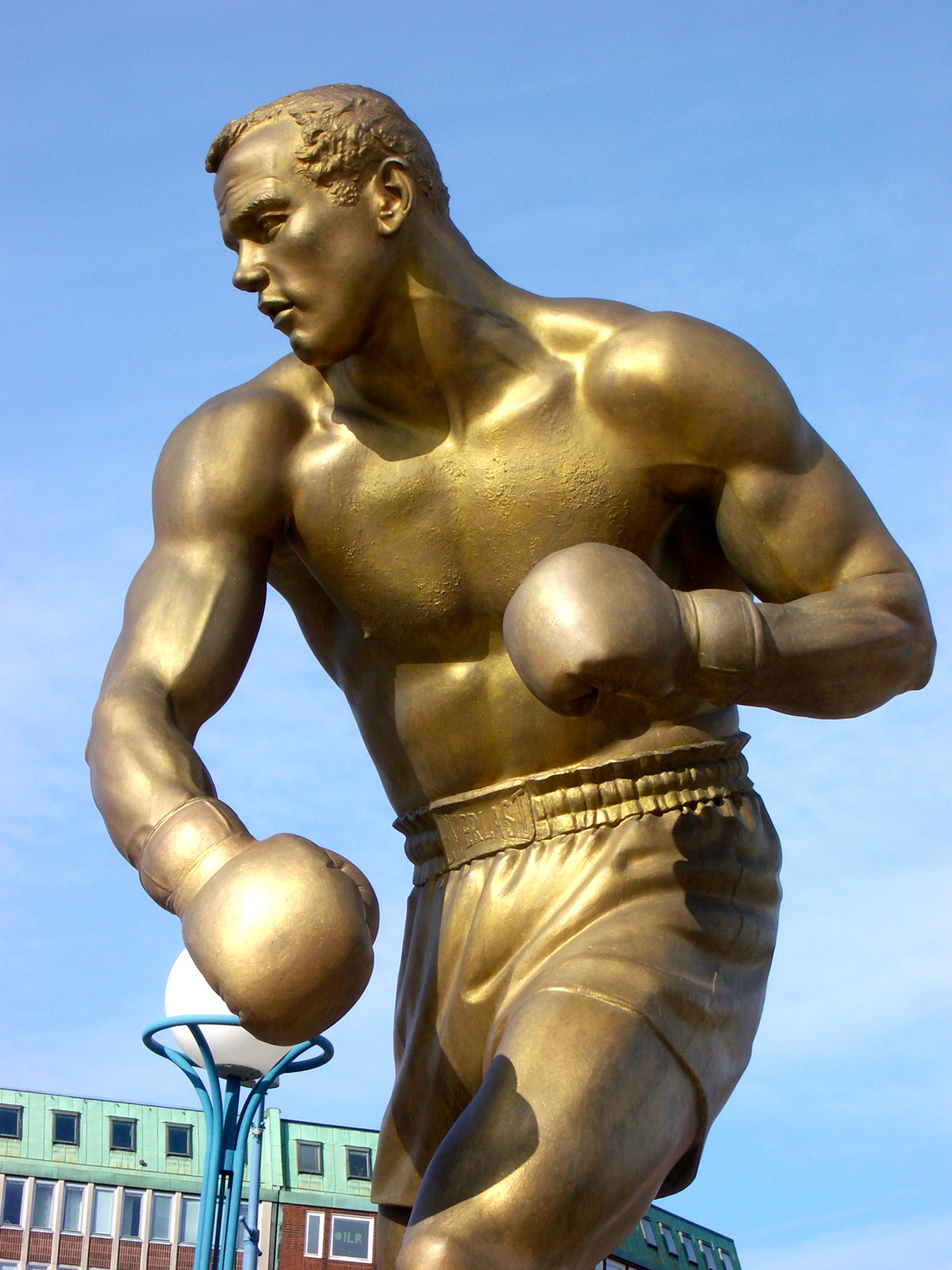
„Ingo the Champ“, Statue von Peter Linde vor dem Stadion Ullevi in Göteborg

In der Folge bestritt er noch vier weitere Kämpfe und beendete schließlich 1963 seine Profikarriere. 2002 fand er Aufnahme in die „International Boxing Hall of Fame“.

## Daten und Erfolge
Profidaten
| Trainer:       | Nils Blomberg, Whitey Bimstein, Al Silvani |
| Manager:       | Edwin Ahlquist                             |
| Alias:         | Ingo                                       |
| Kampfstil:     | Linksauslage                               |
| Größe:         | 1,84 m                                     |
| Reichweite:    | 1,83 m                                     |
| K.-o.-Quote:   | 61 %                                       |
| Kämpfe:        | 28                                         |
| Siege:         | 26                                         |
| K.-o.-Siege:   | 17                                         |
| Niederlagen:   | 2                                          |
| Unentschieden: | 0                                          |
| Rundenanzahl:  | 173                                        |

### Erfolge als Amateur
- Olympische Spiele: Zweiter 1952 im Schwergewicht

Kampfbilanz: 71 Kämpfe, 61 Siege (31 durch K. o.), 10 Niederlagen (1 durch Disqualifikation)

### Erfolge als Profi
- Unumstrittener Weltmeister im Schwergewicht (1): 26. Juni 1959 – 20. Juni 1960 (NYSAC & NBA)
- Ring-Magazine-Weltmeister im Schwergewicht (1): 26. Juni 1959 – 20. Juni 1960
- Europameister im Schwergewicht (2): 30. September 1956 – 27. März 1960 (2. Titelverteidigungen), 17. Juni 1962 – 22. April 1963
- Skandinavischer Meister im Schwergewicht: 12. März 1953 – n. a.

Kampfbilanz: 28 Kämpfe, 26, Siege (17. durch K. o.), 2. Niederlagen

#### Auszeichnungen
- Ring Magazine Weltboxer des Jahres (2): 1958, 1959
- BWAA Weltboxer des Jahres (1): 1959 (Sugar Ray Robinson Award)
- Sports Illustrated Weltsportler des Jahres (1): 1959 (Sports Illustrated)
- AP Weltsportler des Jahres (1): 1959 (Associated Press)
- Amerikas Profisportler des Jahres (1): 1959 (Hickok Belt)

##### Aufnahmen
- Ring Magazine Liste der besten Schwergewichtler aller Zeiten (Platz 39, gewählt 1998)
- Ring Magazine Liste der 100 besten Puncher aller Zeiten (Platz 99, gewählt 2003)
- World Boxing Hall of Fame (gewählt 1988)
- International Boxing Hall of Fame (gewählt 2002)

## Veröffentlichungen
- Entscheidende Runden. Copress-Verlag, 1999